# Michaelchurch Escley
Michaelchurch Escley est une paroisse civile et un village du Herefordshire, en Angleterre.